# Dubailand
Dubailand è un parco divertimenti in sviluppo a Dubai, negli Emirati Arabi Uniti che è di proprietà di Tatweer (che appartiene a Dubai Holding).
Il 23 ottobre 2003 fu annunciato il progetto, faraonico, che una volta terminato sarebbe stato il complesso di parchi a tema più grande del mondo, facendo impallidire Disney World di Orlando, essendo grande il doppio.

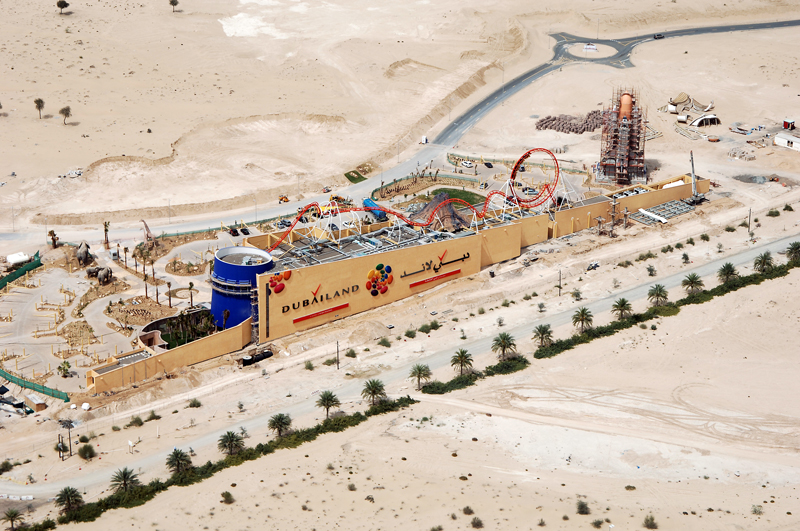
L'ufficio del sito e showroom, Dubailand centro di vendita, 7 marzo 2006

Varie aziende del divertimento fecero a gara per poter avere un proprio parco nel complesso Dubailand, tra le quali la Universal (ad oggi è possibile vedere, unica costruzione portata a termine, l'enorme entrata ad arco del parco "Universal Studios Dubailand", come un monolite nel deserto), Legoland, Dreamworks, Six Flags ed altre.
Solo la Disney si è dichiarata, fin dal primo momento, assolutamente non interessata ad aprire una Dubai Disneyland nell'area.
La costruzione del complesso si divide in 4 fasi. Tra il 2008 e il 2010 si prevedeva la conclusione dei lavori. La crisi finanziaria che colpì anche gli Emirati Arabi pose uno stop al progetto.
All'inizio di marzo del 2013 è stato aperto il Dubai Miracle Garden, un giardino floreale di 72.000 metri quadri. L'adiacente Dubai Butterfly Garden di 2.600 metri quadri è stato inaugurato nel 2015.
Nell'ottobre del 2016 è stata inaugurata Legoland Dubai nel complesso di Dubai Parks and Resorts a 35 km da Dubailand. Nel dicembre dello stesso anno, anche Motiongate Dubai, che comprende le attrazioni di DreamWorks, è stata aperta nel complesso Dubai Parks and Resorts.